# Droga wojewódzka 828
Die Droga wojewódzka 828 (DW 828) ist eine 28 Kilometer lange Droga wojewódzka (Woiwodschaftsstraße) in der polnischen Woiwodschaft Lublin, die Garbów mit Jawidz verbindet. Die Strecke liegt im Powiat Lubelski und im Powiat Łęczyński.

## Streckenverlauf
Woiwodschaft Lublin, Powiat Lubelski
-  Garbów (DK 12)
-  Krasienin (DW 809)
- Nasutów
- Rudka Kozłowiecka
- Wola Niemiecka
-  Niemce (DK 19)

Woiwodschaft Lublin, Powiat Łęczyński
-  Jawidz (DW 829)